# Zoumana Camara
Zoumana Camara (Colombes, 3 de abril de 1979) é um treinador e ex-futebolista francês que atuava como zagueiro. Atualmente comanda o Montpellier. 

## Carreira

### Saint-Étienne
se profissionalizou no AS Saint-Étienne, atuando na ligue 2, em 1996. No clube atuou por duas temporadas.

### Inter
Em 1998, assinou com a gigantes Internazionale. Fez poucas partidas no início e foi emprestado ao Empoli Calcio.

## Títulos
Paris Saint-Germain
- Copa da Liga Francesa: 2007-2008, 2013-2014, 2014-15
- Copa da França: 2009-2010, 2014-2015
- Campeonato Francês: 2012-13, 2013-14, 2014-15
- Supercopa da França: 2014

Seleção Francesa
- Copa das Confederações FIFA: 2001